# 주신
주신(主神) 또는 최고신(最高神), 신들의 왕(King of the gods)은 각 신화나 종교에서 모시는 신 중의 신이자 신들의 우두머리를 말하며, 일신교에서는 유일신을 의미한다.

## 각 신화 & 종교의 주신 목록
- 원시 인도유럽 신화 : 디에우스, 페르쿠노스, 웨루노스
- 힌두교 : 브라흐마, 비슈누, 시바, 인드라
- 슬라브 신화 : 페룬
- 노르드 신화 : 오딘, 토르, 티르
- 그리스 신화 : 제우스, 포세이돈, 하데스와 그 외의 올림포스 12신
- 발트 신화 : 페르쿠나스
- 조로아스터교 : 아후라 마즈다
- 유대교 : 야훼
- 메소포타미아 신화 : 이슈타르
- 신토 : 아마테라스, 츠쿠요미, 스사노오

## 같이 보기
- 단일신교
- 하느님의 나라